# Alchemilla oxyodonta
Alchemilla oxyodonta é uma espécie de rosácea do gênero Alchemilla, pertencente à família Rosaceae.